# پنتابرمودی‌فنیل اتر
پنتابرمودی‌فنیل اتر (به انگلیسی: Pentabromodiphenyl ether) با فرمول شیمیایی C12H5Br5O یک ترکیب شیمیایی با شناسه پاب‌کم 36159 است. که جرم مولی آن 564.69 g/mol می‌باشد. شکل ظاهری این ترکیب، پودر سفید جامد کهربایی رنگ یا زمخت است.